# Giorgio Repetto
Giorgio Repetto (Lavagna, 5 novembre 1952) è un dirigente sportivo, allenatore di calcio ed ex calciatore italiano, di ruolo centrocampista.

## Biografia
È il suocero dell'ex calciatore Fabio Grosso, sposato con sua figlia Jessica.

## Carriera
Centrocampista centrale molto dotato dal punto di vista dinamico, dalle giovanili della Sampdoria approda in prima squadra nella stagione 1971-1972, ottenendo le sue prime due presenze in massima serie (esordio il 28 novembre 1971 in occasione del successo interno sull'Atalanta).
Trascorre quindi due anni in prestito in Serie B con Mantova e Parma, il primo da rincalzo ed il secondo da titolare, per poi rientrare a Genova nell'estate 1974. Non riesce comunque ad imporsi appieno (13 presenze nella stagione 1974-1975 e una rete nel 3-4 interno all'ultima giornata contro la Fiorentina,) per cui la società genovese a fine stagione lo cede al Pescara in Serie B.
In Abruzzo disputa 5 stagioni da titolare, contribuendo alle due promozioni in massima serie delle stagioni 1976-1977 e 1978-1979 e realizzando il primo storico gol degli abruzzesi in Serie A, l'11 settembre 1977, prima giornata di campionato, in occasione della sconfitta interna contro il Napoli.
Alla conclusione del campionato 1979-1980, che ha visto il Pescara all'ultimo posto finale, Repetto resta in Serie A trasferendosi all'Avellino, dove con 12 presenze all'attivo contribuisce alla salvezza degli irpini, partiti da -5 a causa dello Scandalo scommesse.
A fine stagione passa quindi alla Cavese neopromossa in Serie B, con la quale conquista la salvezza, per poi abbandonare il calcio ad alto livello.
In carriera ha totalizzato complessivamente 77 presenze e 3 reti in Serie A e 172 presenze e 7 reti in Serie B.
Dopo l'uscita dal mondo del calcio giocato, si stabilisce definitivamente in Abruzzo iniziando una carriera da allenatore. Nel 1989-90 subentra a Gianni Balugani alla guida del Francavilla ma nelle ultime giornate lascia di nuovo posto a Balugani. La stagione seguente malgrado gli sforzi non riesce a salvare dalla retrocessione il Celano. Oggi è opinionista per le trasmissioni sportive di Super J ("A tutto campo"), emittente locale abruzzese.
A seguito della stagione del Pescara in serie A nella stagione 2012-2013, Repetto viene scelto come successore di Daniele Delli Carri nel ruolo di direttore sportivo; nella stagione 2014-2015 lavora invece come allenatore in seconda al Pescara.
A seguito di divergenze e dissidi con la società e principalmente con il presidente Sebastiani, nel maggio 2016 viene rimosso dalla carica di direttore generale del Pescara.
Il 14 giugno 2017 diventa il nuovo direttore sportivo del Teramo, con cui firma un contratto annuale. Viene sostituito da Sandro Federico il 26 gennaio 2018. 
Appianate le divergenze con Sebastiani, nello stesso anno torna al Pescara e fino al 2021, ancora nel ruolo di direttore sportivo. Dal 2022 è collaboratore esterno del Penne che milita nell'Eccellenza Abruzzese.